# Vicente Jayme
Vicente „Ting“ R. Jayme (*  27. Oktober 1928 in Manila; † 3. April 2013 in Philippinen) war ein philippinischer Wirtschaftsmanager und Politiker, der während der Präsidentschaft von Corazon Aquino sowohl Minister für öffentliche Arbeiten und Schnellstraßen (Secretary of Public Works and Highways) als auch Finanzminister (Finance Secretary) war und von 1990 bis 1997 als Exekutivdirektor der Asiatischen Entwicklungsbank fungierte.

## Leben

### Studium, Vizepräsident der PNB und Präsident der PDCP
Nach dem Schulbesuch absolvierte Jayme, Nachfahre des Revolutionärs Antonio Ledesma Jayme, ein Studium der Wirtschaftswissenschaften an der Ateneo de Manila University und schloss dieses Studium mit einem Master (M.A. Economics) ab und arbeitete dann als Direktor der Benpres Holdings Corporation.
Danach war er Vizepräsident der Philippine National Bank (PNB), ehe er im März 1965 Nachfolger von James K. Paulding als Präsident und Vorstandsvorsitzender der im August 1963 gegründeten Private Development Corporation of the Philippines (PDCP) wurde. Auf der Hauptversammlung der PDCP 1976 wurde er zu deren Präsident gewählt, ehe er zwischen 1984 und 1986 Präsident und Chief Executive Officer (CEO) der PDCP war. Während dieser Zeit war er 1979 Gründungspräsident der Weltföderation der Entwicklungsfinanzierungsinstitutionen WFDFI (World Federation of Development Financing Institutions) und wurde in dieser Funktion 1980 von René Amichia aus der Elfenbeinküste abgelöst. Zwischen 1978 und 1980 war er nacheinander Mitglied, Vize-Vorsitzender und Vorsitzender des Rates für Sozialwissenschaften PSSC (Philippine Social Science Council).

### Minister und Exekutivdirektor der ADB
Nach dem Sturz der Diktatur von Ferdinand Marcos wurde Jayme, der zusammen mit Jose S. Concepcion Jr. Mitgründer der National Citizens’ Movement for Free Elections (NAMFREL) und aktiver Unterstützer der gegen Marcos gerichteten EDSA-Revolution war, im Februar 1986 von Präsidentin Corazon Aquino zunächst zum Minister für öffentliche Arbeiten (Secretary of Public Works and Highways) in deren Kabinett berufen. Nach einer Kabinettsumbildung wurde er 1987 Finanzminister (Finance Secretary) und übte diese Funktion bis 1990 aus. Während dieser Zeit wurde im 1987 von der Ateneo de Manila University ein Ehrendoktor (Hon. Doctor of Humane Letters) verliehen.
Nach seinem Ausscheiden aus der Regierung wurde Jayme 1990 Exekutivdirektor der in Manila ansässigen Asiatischen Entwicklungsbank (ADB) und bekleidete dieses Amt bis 1997. Darüber hinaus war er zeitweise Direktor der Management Association of the Philippines, Direktor der Philippine Chamber of Industries, Direktor der Philippine Economic Society sowie Vize-Vorsitzender des Asian Social Institute. Zeitweilig war er auch Ehren-Vorsitzender des Nationalen Exekutivkomitees der Bischofs-Unternehmer-Konferenz für humane Entwicklung sowie Fellow der Internationalen Entwicklungsorganisation (IDA) der Weltbank.
Jayme, der im Laufe seiner beruflichen Karriere Vorstandsvorsitzender oder Vorstandsmitglied von rund vierzog Unternehmen aus unterschiedlichen Branchen wie Banken, Finanzdienstleistungen, Reedereien, Versicherungen, Beratung, Chemikalien, Stahl und Bauwirtschaft tätig war, war unter anderem Vorstandsmitglied von Philequity, Inc. Des Weiteren war er Vizepräsident von The Philippine Rural Reconstruction Movement und Mitglied des Beirates des Center for Banking and Finance des Asian Institute of Management.

## Veröffentlichungen
- Economic Planning for Development in the Philippines, Philippine National Bank, Department of Economics, Research and Statistics, 1960
- The Mindanao Development Authority: a new concept in Philippine economic development. In: Philippine journal of public administration 1961, 5
- Investment banking in RP economic development. In: Philippine Economy and Industrial Journal 1965, 12
- The Role of Multilateral and Multinational Corporations in Accelerating International Trade and Economic Development, Private Development Corporation of the Philippines, 1970
- The challenge of social justice and economic development, Private Development Corporation of the Philippines, 1970
- The outlook: for business and industry in 1970, Private Development Corporation, 1970
- Prospects and problems of the Philippines in the 1970s, Private Development Corporation, 1970
- Outlook for industry and the economy for 1973. In: Philippine Business Review 1972, 5
- The Philippine economy : an evolving economic structure. In: Trens in the Philippines 1978, 2
- Economic outlook for the eighties. In: Philippine Business Review 1981, 14
- Credit management in times of uncertainty. In: Philippine Business Review 1982, 15
- Industrial restructuring and new instrument opportunities in Asia and the Pacific. In: Philippine Business Review 1984, 17
- A season of change, a vision of hope, Manila, 1986